# Game & Watch

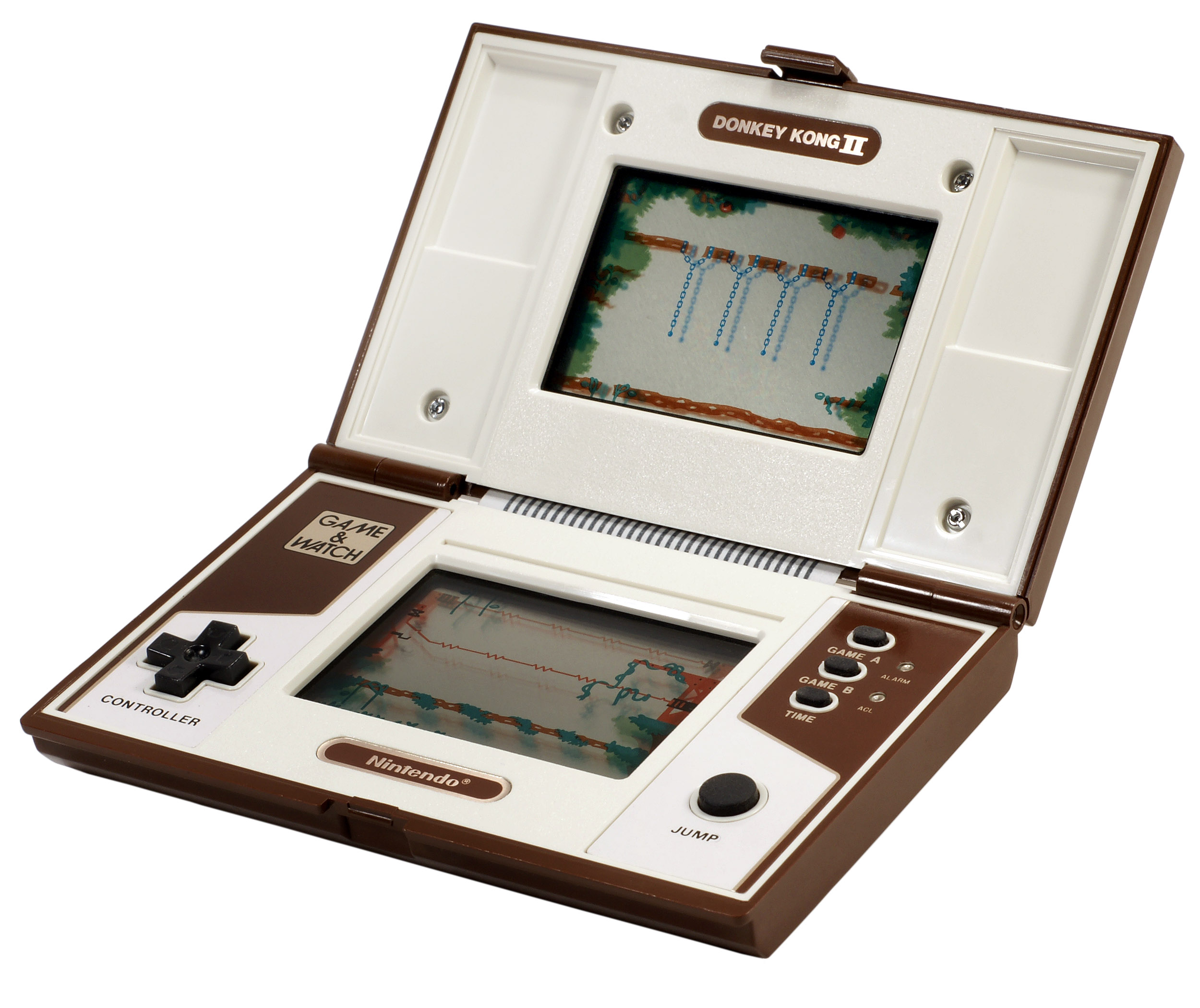
Dvoudisplejová hra Donkey Kong 2 z roku 1983 má podobný vzhled jako později Nintendo DS

Game & Watch (ゲーム＆ウオッチ Gēmu ando Uotchi?, G&W) je řada digitálních her vyráběných japonskou firmou Nintendo, které vytvořil herní designer Gunpei Yokoi. Hry byly vyráběny mezi lety 1980 a 1991 a vzniklo jich celkem 59. Každá konzole na ad hoc navrženém LCD obsahovala jednu hru a navíc hodiny s budíkem (odtud název Game & Watch). Celosvětově bylo prodáno 43,4 milionu těchto konzolí, což byl první velký obchodní úspěch Nintenda. V Německu bylo toto zařízení známo pod názvem Tricotronic, Sovětský svaz od roku 1985 toto zařízení kopíroval pod názvem Elektronika IM.

## Seznam her Game & Watch

### Edice Silver
Ball - 1980, 
Flagman - 1980, 
Vermin - 1980, 
Fire - 1980, 
Judge - 1980

### Edice Gold
Manhole - 1981, 
Helmet - 1981, 
Lion - 1981

### Edice Wide Screen
Parachute - 1981, 
Octopus - 1981, 
Popeye - 1981, 
Chef - 1981, 
Mickey Mouse - 1981, 
Egg - 1981, 
Turtle Bridge - 1981, 
Fire Attack - 1982, 
Snoopy Tennis - 1982

### Edice Multi-Screen
Oil Panic - 1982, 
Donkey Kong - 1982, 
Mickey & Donald - 1982, 
Green House - 1982, 
Donkey Kong II - 1983, 
Mario Bros. - 1983, 
Rain Shower - 1983, 
Life Boat - 1983, 
Pinball - 1983, 
Black Jack - 1985, 
Squish - 1986, 
Bombsweeper - 1987, 
Safebuster - 1988, 
Gold Cliff - 1988, 
Zelda - 1989

### Edice New Wide Screen
Donkey Kong Jr. - 1982, 
Mario's Cement Factory - 1983, 
Tropical Fish - 1985, 
Super Mario Bros. - 1988, 
Climber - 1988, 
Balloon Fight - 1988, 
Mario the Juggler - 1991

### Edice Tabletop
Donkey Kong Jr. - 1983, 
Mario's Cement Factory - 1983, 
Snoopy - 1983, 
Popeye - 1983

### Edice Panorama
Snoopy - 1983, 
Popeye - 1983, 
Donkey Kong Jr. - 1983, 
Mario's Bombs Away - 1983, 
Mickey Mouse - 1984, 
Donkey Kong Circus - 1984

### Edice Super Color
Spitball Sparky - 1984, 
Crab Grab - 1984

### Edice Micro Vs.
Boxing - 1984, 
Donkey Kong 3 - 1984, 
Donkey Kong Hockey - 1984

### Edice Crystal Screen
Super Mario Bros. - 1986, 
Climber - 1986, 
Balloon Fight - 1986